# Abel Ehrlich
Abel Ehrlich (født 3. september 1915 i Cranz, Tyskland – død 30. oktober 2003 i Tel Aviv, Israel) var en israelsk komponist violinist og lærer.
Ehrlich flygtede grundet nazismen i 1934 med sin familie til Jugoslavien, hvor hans studerede musik i Zagreb. Han emigrerede i 1939 til Israel, hvor han studerede på Eretz-Israel Musikkonservatoriet i Jerusalem. Ehrlich underviste selv senere på en del konservatorier i Israel, f.eks. Rubin Academy of Music i Jerusalem og Bar-llan University i Tel Aviv. 
Han har blandt andet skrevet orkesterværker, vokalværker og solostykker for mange instrumenter. 
Han fik i 1997 The Israel Price of Music. 

## Udvalgte værker
- To satser for Symfoniorkester - for orkester
- Basra – for orkester
- Komedie – for orkester
- Oversætter af Drømme – for orkester
- Lyde af 5758 – for orkester
- I mit hjertes frygt – for sang